# 안토닌 푸츠
안토닌 푸츠(체코어: Antonín Puč, 1907년 5월 16일 ~ 1988년 4월 18일)는 체코 출신의 체코슬로바키아의 축구 선수이다.
푸츠는 선수 생활의 대부분을 SK 슬라비아 프라하에서 보냈다.
그리고 푸츠는 체코슬로바키아 축구 국가대표팀으로 60경기 34골을 기록했으며 이는 체코슬로바키아가 분리된 지금 체코슬로바키아 소속으로 가장 많은 득점을 기록한 선수이다. 또한 그는 1934년 FIFA 월드컵과 1938년 FIFA 월드컵에도 출전하였다.